# Cristóbal de la Cámara y Murga
Cristóbal de la Cámara y Murga (Arceniega,  15 de noviembre de 1571-Salamanca, 29 de abril de 1641) fue un eclesiástico español, obispo de la Diócesis de Canarias y de Salamanca.
Fue Canónigo y Magistral de Badajoz, Murcia y Toledo y calificador de la inquisición. De esta última obligación saltó a ser obispo de las Islas Canarias y de allí, prelado de Salamanca.
Murió en Salamanca el 29 de abril de 1641 y su cuerpo fue trasladado a Arceniega, su localidad natal, donde fue enterrado en el Altar mayor del Santuario de la Encina.

## Obras
- Constituciones synolades del Obispado de la Gran Canaria (Madrid, 1631)[5]

| Predecesor: Juan de Guzmán     | Obispos de la diócesis de Canarias 1627-1635 | Sucesor: Francisco Sánchez de Villanueva |
| Predecesor: Antonio Corrionero | Obispo de Salamanca 1635-1641                | Sucesor: Juan Bautista Valenzuela        |